# محمد علي تميم
محمد علي تميم (مواليد 1974 - كركوك) هو سياسي عراقي، يشغل منصب وزير التخطيط العراقي ونائب رئيس الوزراء في حكومة محمد شياع السوداني. كان سابقاً يشغل منصب وزير التربية في حكومة نوري المالكي الثانية، حاصل على الدكتوراه في التاريخ الحديث والمعاصر من جامعة الموصل، وكان عضوًا في مجلس النواب العراقي لدورتين متتاليتين.